# Canadian Open 2010
Il Canadian Open 2010 , conosciuto anche come Rogers Masters presented by National Bank o più semplicemente Rogers Cup 2010  per motivi di sponsorizzazione, è stato un torneo di tennis giocato sul cemento. È stata la 120ª edizione del Canada Masters, che fa parte della categoria ATP World Tour Masters 1000 nell'ambito dell'ATP World Tour 2010, e della categoria Premier 5 nell'ambito del WTA Tour 2010. Il torneo maschile si è giocato al Rexall Centre di Toronto, dal 7 al 15 agosto 2010, quello femminile all'Uniprix Stadium di Montréal, dal 13 al 22 agosto 2010. Entrambi gli eventi sono stati il 4° appuntamento delle US Open Series 2010.

## Partecipanti ATP

### Teste di serie
| Nazionalità | Giocatore         | Ranking* | Testa di serie |
| ----------- | ----------------- | -------- | -------------- |
| Spagna      | Rafael Nadal      | 1        | 1              |
| Serbia      | Novak Đoković     | 2        | 2              |
| Svizzera    | Roger Federer     | 3        | 3              |
| Regno Unito | Andy Murray       | 4        | 4              |
| Svezia      | Robin Söderling   | 5        | 5              |
| Russia      | Nikolaj Davydenko | 6        | 6              |
| Rep. Ceca   | Tomáš Berdych     | 8        | 7              |
| Stati Uniti | Andy Roddick      | 9        | 8              |
| Spagna      | Fernando Verdasco | 10       | 9              |
| Spagna      | David Ferrer      | 12       | 10             |
| Croazia     | Marin Čilić       | 13       | 11             |
| Russia      | Michail Južnyj    | 14       | 12             |
| Austria     | Jürgen Melzer     | 15       | 13             |
| Spagna      | Nicolás Almagro   | 16       | 14             |
| Francia     | Gaël Monfils      | 18       | 15             |
| Stati Uniti | Sam Querrey       | 20       | 16             |

* Le teste di serie sono basate sul ranking al 9 agosto 2010.

### Altri partecipanti
I seguenti giocatori hanno ricevuto una wild card per il tabellone principale: 
- Frank Dancevic
- Pierre-Ludovic Duclos
- Peter Polansky
- Milos Raonic

Il seguente giocatore ha ricevuto uno special exempt per il tabellone principale: 
- Xavier Malisse

I seguenti giocatori sono passati dalle qualificazioni:

- Kevin Anderson
- Denis Istomin
- Lu Yen-hsun
- Fabio Fognini
- Illja Marčenko
- Jarkko Nieminen
- Michael Russell

I seguenti giocatori hanno ricevuto un posto come lucky loser:
- Somdev Devvarman
- Paul-Henri Mathieu

## Partecipanti WTA

### Teste di serie
| Nazionalità | Giocatrice          | Ranking* | Testa di serie |
| ----------- | ------------------- | -------- | -------------- |
| Serbia      | Jelena Janković     | 2        | 1              |
| Danimarca   | Caroline Wozniacki  | 3        | 2              |
| Stati Uniti | Venus Williams      | 4        | 3              |
| Russia      | Elena Dement'eva    | 6        | 4              |
| Belgio      | Kim Clijsters       | 7        | 5              |
| Italia      | Francesca Schiavone | 8        | 6              |
| Polonia     | Agnieszka Radwańska | 9        | 7              |
| Russia      | Vera Zvonarëva      | 10       | 8              |
| Cina        | Li Na               | 11       | 9              |
| Bielorussia | Viktoryja Azaranka  | 12       | 10             |
| Russia      | Svetlana Kuznecova  | 14       | 11             |
| Russia      | Marija Šarapova     | 15       | 12             |
| Belgio      | Yanina Wickmayer    | 16       | 13             |
| Israele     | Shahar Peer         | 17       | 14             |
| Italia      | Flavia Pennetta     | 18       | 15             |
| Francia     | Aravane Rezaï       | 19       | 16             |

* Le teste di serie sono basate sul ranking al 9 agosto 2010.

### Altre partecipanti
Le seguenti giocatrici hanno ricevuto una wild card per il tabellone principale:
- Aleksandra Wozniak
- Stéphanie Dubois
- Valérie Tétreault
- Virginie Razzano

Le seguenti giocatrici sono passate dalle qualificazioni:

- Iveta Benešová
- Heidi El Tabakh
- Jarmila Groth
- Lucie Hradecká
- Vania King
- Ekaterina Makarova
- Bethanie Mattek-Sands
- Monica Niculescu

La seguente giocatrice ha ricevuto un posto come lucky loser:
- Patty Schnyder

## Campioni

### Singolare maschile
Andy Murray ha battuto in finale  Roger Federer con il punteggio di 7–5, 7–5.
- È il 1º titolo dell'anno per Murray, il 15° della carriera. È la 2a vittoria consecutiva al Canada Masters, che eguaglia il record di Andre Agassi nel biennio 1994-1995.

### Singolare femminile
Caroline Wozniacki ha battuto in finale  Vera Zvonarëva con il punteggio di 6–3, 6–2
- È il 3º titolo dell'anno per Caroline Wozniacki il 9° della sua carriera. È il suo 1º titolo della categoria Premier 5.

### Doppio maschile
Bob Bryan /  Mike Bryan hanno battuto in finale  Julien Benneteau /  Michaël Llodra con il punteggio di 7–5, 6–3

### Doppio femminile
Gisela Dulko /  Flavia Pennetta hanno battuto in finale  Květa Peschke /  Katarina Srebotnik con il punteggio di 7–5, 3–6, [12–10].